# Chieve
Chieve é uma comuna italiana da região da Lombardia, província de Cremona, com cerca de 1.715 habitantes. Estende-se por uma área de 6 km², tendo uma densidade populacional de 286 hab/km². Faz fronteira com Abbadia Cerreto (LO), Bagnolo Cremasco, Capergnanica, Casaletto Ceredano, Crema, Crespiatica (LO).

## Demografia
| Variação demográfica do município entre 1861 e 2011                               |
|                                                                                   |
| Fonte: Istituto Nazionale di Statistica (ISTAT) - Elaboração gráfica da Wikipedia |